# 음력 1월 16일
음력 1월 16일은 음력 1월의 16번째 날이다.

## 사건
- 2013년 - 대한민국 제18대 박근혜 대통령 취임.

## 탄생
- 1941년 - 대한민국의 소설가 현기영.
- 1966년 - 대한민국의 배우 전진기.
- 1986년 - 대한민국의 싱어송라이터 비 스윗.
- 1989년 - 대한민국의 가수 정준영.
- 1990년 - 대한민국의 배우 고아라.
- 1995년 - 대한민국의 배우 고민시.

## 사망
- 1584년 - 율곡 이이.

## 같이 보기
- 음력 360일: 1월 2월 3월 4월 5월 6월 7월 8월 9월 10월 11월 12월
- 전날:1월 15일 다음날:1월 17일 - 전달:12월 16일 다음달:2월 16일
- 양력:1월 16일
- 음력, 윤달